# Stutögat (Laxarby socken, Dalsland, 656451-129735)
Stutögat är en sjö i Bengtsfors kommun i Dalsland och ingår i Göta älvs huvudavrinningsområde.